# Taladro (música)
El taladro de un instrumento musical es su cámara interior, la cual define el camino que describe el aire que posteriormente se transforma en vibraciones para producir sonidos. El término se emplea tanto para instrumentos de viento-madera como de metal, aunque sólo en el caso de los instrumentos de madera el taladro se hace taladrando. La forma del taladro tiene una importante influencia en el timbre del instrumento.  

## Formas del taladro
El cono y el cilindro representan dos formas idealizadas musicalmente para el taladro de un instrumento de viento. Como se analizará más adelante, estas formas afectan a los armónicos en relación con el timbre del instrumento. Por ejemplo, el taladro cónico está asociado con un timbre que se corresponde generalmente con una forma de onda triangular. El taladro cilíndrico se corresponde generalmente con una forma de onda cuadrada.

### Taladro cilíndrico
El diámetro de un taladro cilíndrico permanece constante durante toda su longitud. El comportamiento acústico depende de si está cerrado (cerrado por un lado y abierto por el otro), o abierto (a ambos lados). Para un tubo abierto, la longitud de la onda producida mediante el primer modo normal (la nota fundamental) es aproximadamente dos veces la longitud del tubo. La onda producida por el segundo modo normal es la mitad de la longitud del tubo; por tanto su altura es una octava mayor. De este modo el taladro cilíndrico de un tubo abierto sobresopla a la octava. En lo que se corresponde con el segundo armónico, y generalmente, el espectro armónico del taladro cilíndrico de un tubo abierto es fuerte tanto en armónicos pares e impares. Para un tubo cerrado, la longitud de onda producida por el primer armónico modo normal es aproximadamente cuatro veces la longitud del tubo. La longitud de la onda producida por el segundo modo normal es un tercio de la longitud del tubo. Por ejemplo 4/3 de la longitud del tubo; por tanto su altura es una doceava alta; un instrumento provisto de un taladro cilíndrico cerrado sobresopla a la doceava. En lo que se corresponde con el tercer armónico, generalmente el espectro armónico de un taladro cilíndrico cerrado, particularmente en el registro medio, es fuerte en los armónicos pares.
De entre los instrumentos que tienen un taladro cilíndrico, o mayormente cilíndrico, se incluyen:
- Clarinete (cerrado)
- Flauta (sistema Böhm — abierto)

### Taladro cónico
El diámetro del taladro cónico varía proporcionalmente con la distancia hasta el fin del instrumento. Un taladro cónico entero empezaría desde un diámetro cero - el vértice del cono; pero la mayoría de los instrumentos actuales se aproximan al frustum de un cono. En ese caso, la longitud de la onda producida por el primer modo normal es aproximadamente el doble de la longitud del cono medido desde el vértice. La longitud de onda producida por el segundo modo normal es la mitad de la longitud del cono; por lo que su altura es una octava más alta. Sin embargo, un taladro cónico sobresopla a la octava y generalmente tiene un espectro armónico fuerte tanto en armónicos pares como impares.
De entre los instrumentos que tienen un taladro cónico, o casi cónico, se incluyen:
- Oboe
- Saxofón
- Fagot
- Flauta (pre-Boehm)

## Viento madera
Los taladros de instrumentos de viento madera de alrededor del mundo pueden aproximarse a un cono o a un cilindro. Sin embargo, parte de los taladros puede que se desvíen de esas formas ideales. Por ejemplo, aunque oboes y oboes d'amore están afinados a alturas similares, tienen la forma de la campana distinta. De acuerdo con esto, el sonido del oboe es descrito como "punzante" en comparación con el sonido más "pleno" del oboe d’amore.
Aunque la forma del taladro de los instrumentos de viento normalmente determina su timbre, la morfología exterior del instrumento típicamente produce un pequeño efecto en su sonido. Además, la forma exterior de los instrumentos de viento madera puede que no coincida totalmente con la forma del taladro. Por ejemplo, aunque los oboes y clarinetes puede que parezcan similares, los oboes tienen un taladro cónico mientras que los clarinetes lo tienen cilíndrico.

## Viento metal
Los instrumentos de viento metal también son clasificados como cónicos o cilíndricos, aunque la mayoría, de hecho, tienen secciones cilíndricas entre una sección cónica (la boquilla) y secciones no cónicas, no cilíndricas (la  campana). Benade proporciona las siguientes proporciones típicas:
|                  | Trompeta | Trombón | Trompa |
| ---------------- | -------- | ------- | ------ |
| Boquilla         | 21%      | 9%      | 11%    |
| Parte cilíndrica | 29%      | 52%     | 61%    |
| Campana          | 50%      | 39%     | 28%    |

Para complicar la cuestión, estas proporciones varían cuando las válvulas o aberturas se emplean. Los números de arriba son para instrumentos con las válvulas abiertas o las aberturas totalmente tapadas. Por eso las frecuencias del modo normal de los instrumentos de viento metal no se corresponden son los múltiplos íntegros del primer modo. Sin embargo, los intérpretes de instrumentos de viento metal, en contraste con los de viento madera, son capaces de subir o bajar las notas y de utilizar privilegiadas frecuencias además de las del modo normal, para obtener notas afinadas.